# 马若雷勒别墅

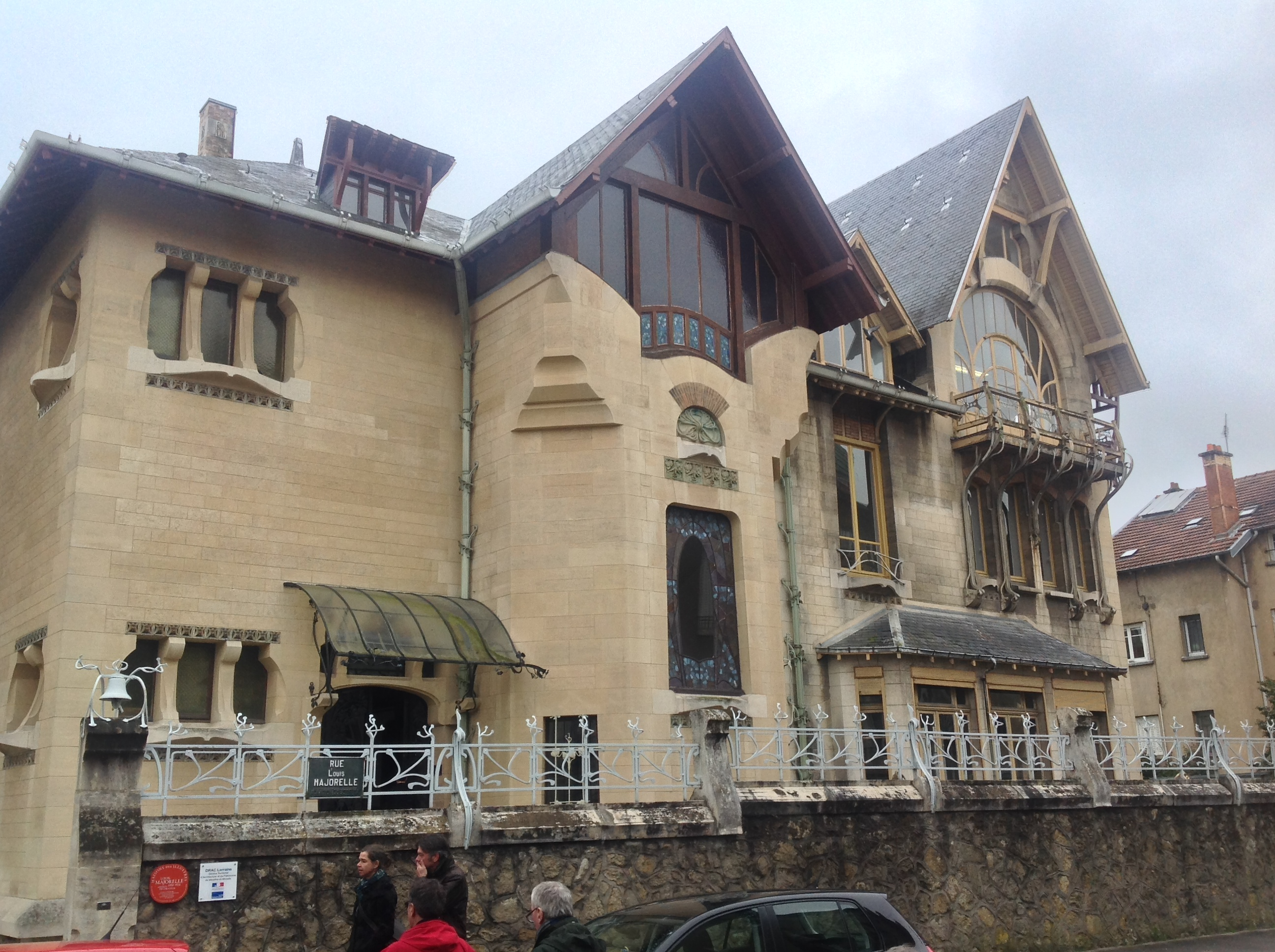

马若雷勒别墅（Villa Majorelle）是法国南锡的一座历史建筑，位于路易·马若雷勒街1号，原为家具设计师路易·马若雷勒的住所和工作室。它建于1901-1902年，由建筑师亨利·索瓦热（Henri Sauvage）设计。
马若雷勒别墅是法国新艺术运动建筑风格最早和最有影响力的例子之一。现在该建筑由南锡市拥有，向公众开放，展示马若雷勒的家具，以及其他著名艺术家的作品。

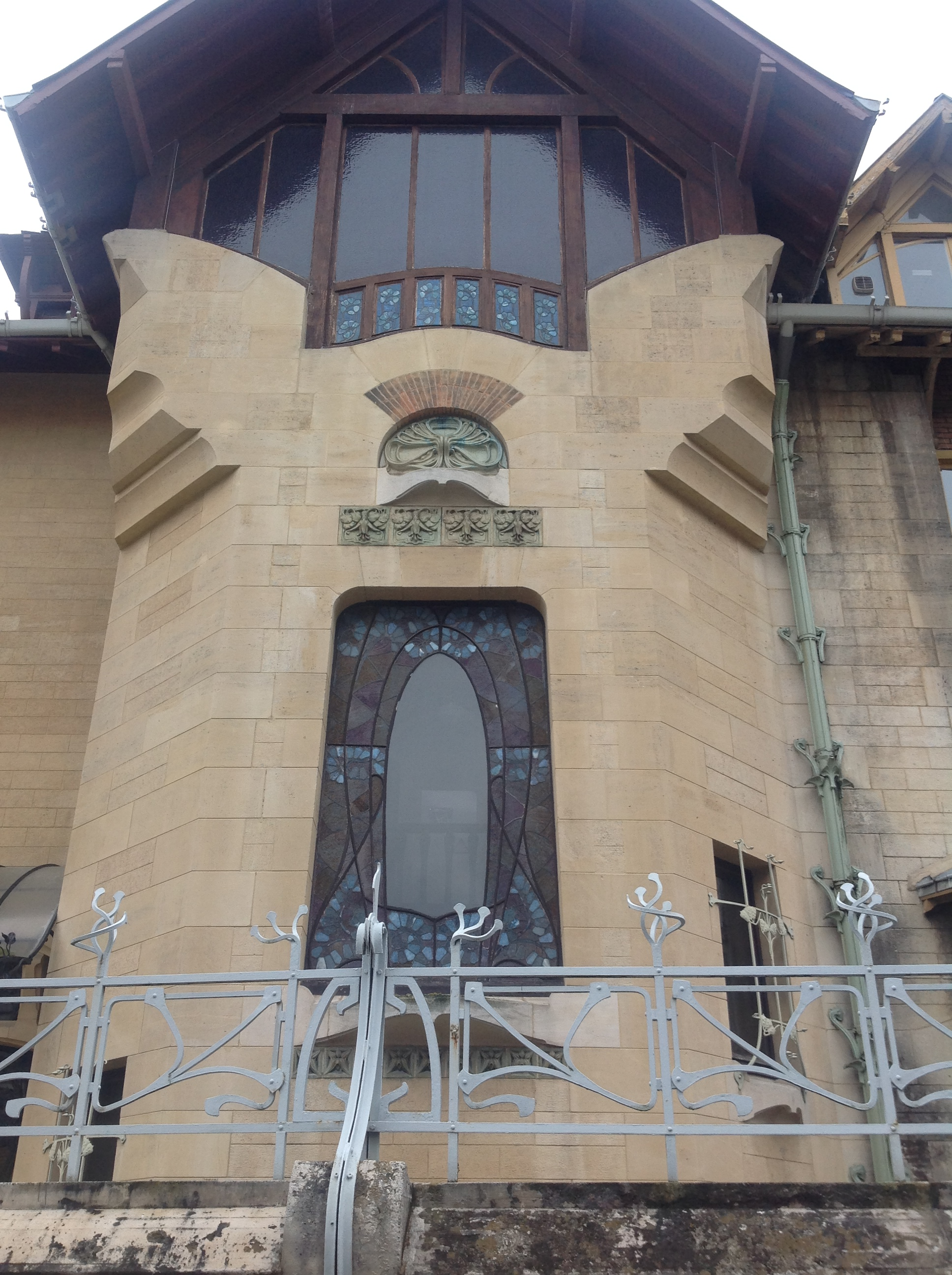
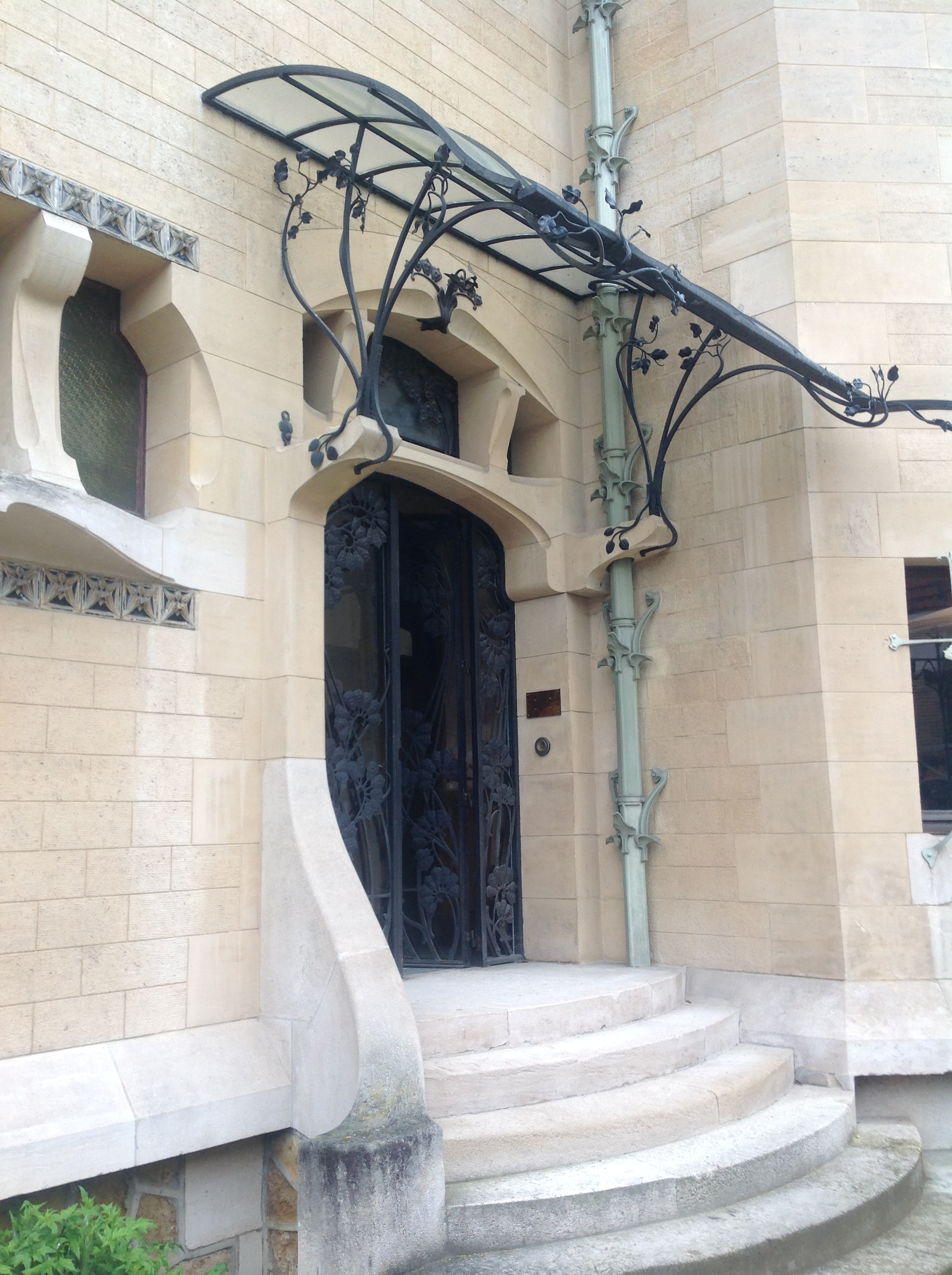
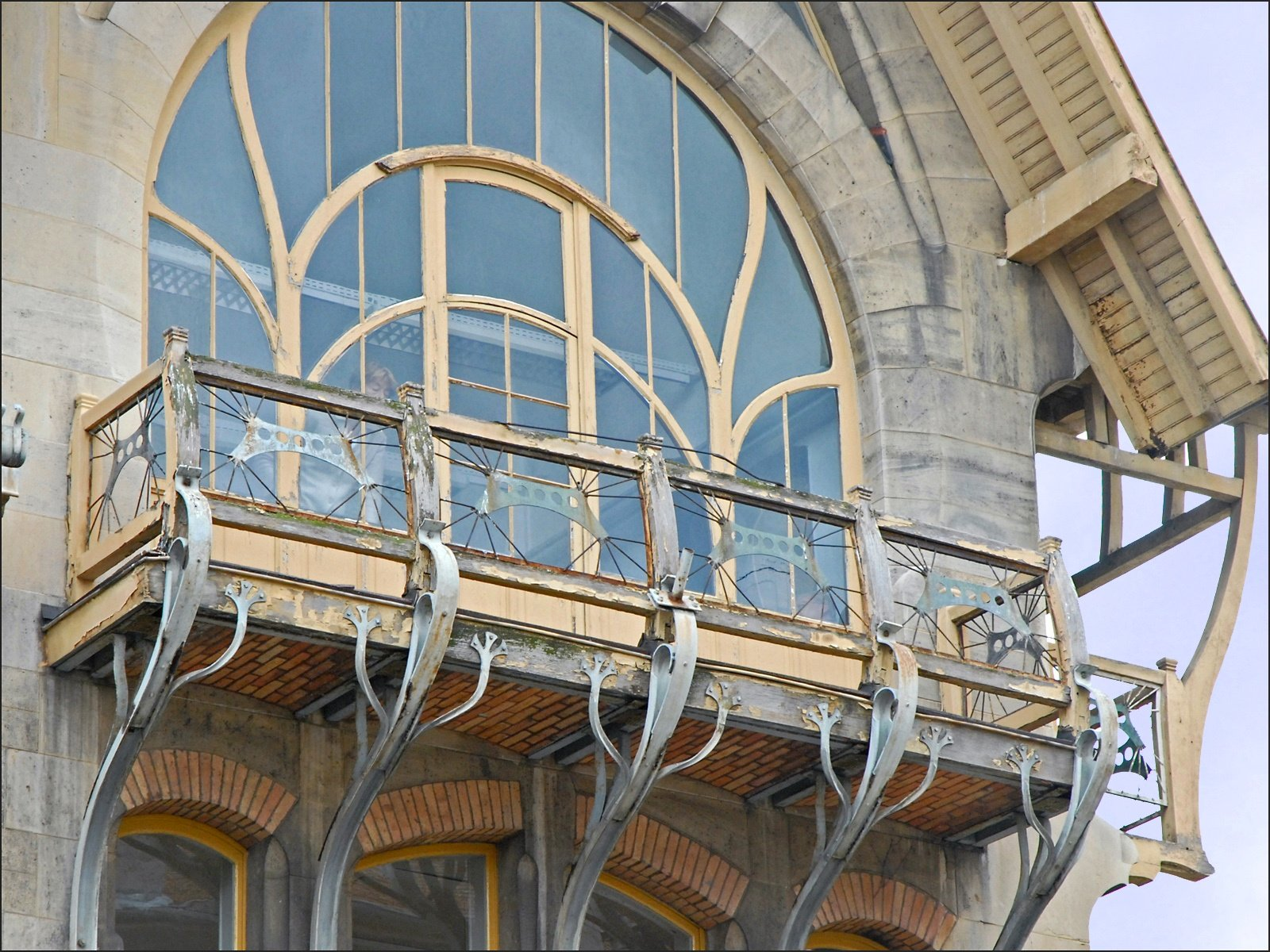
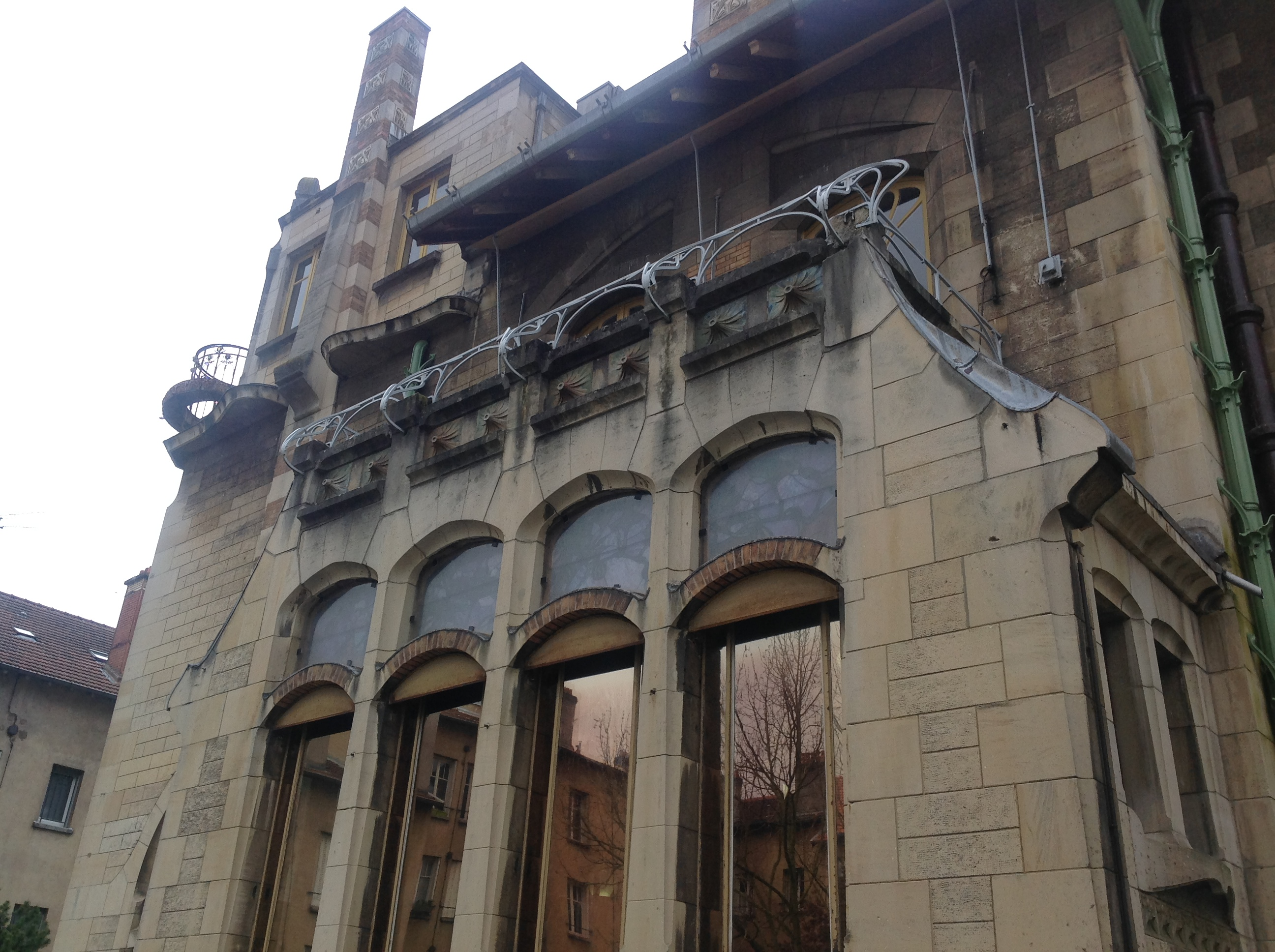
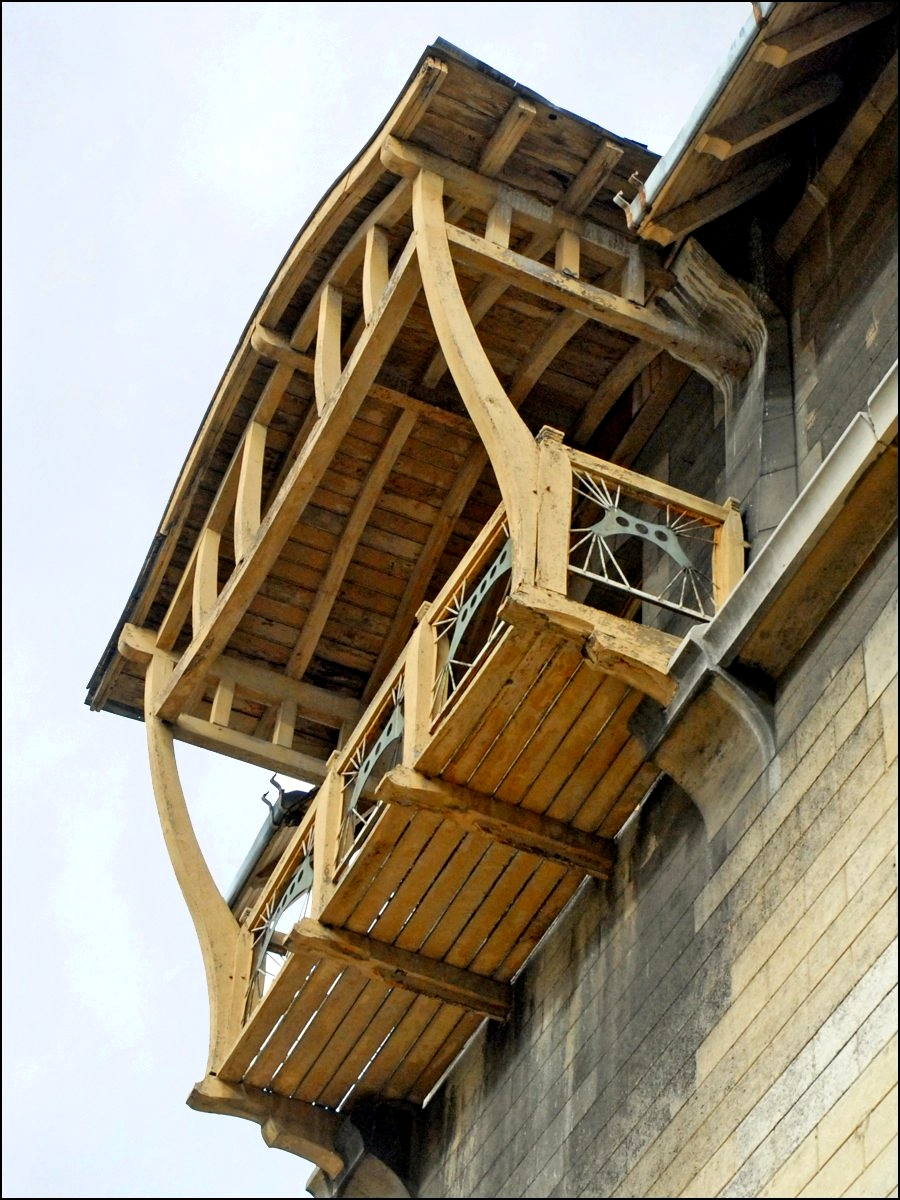
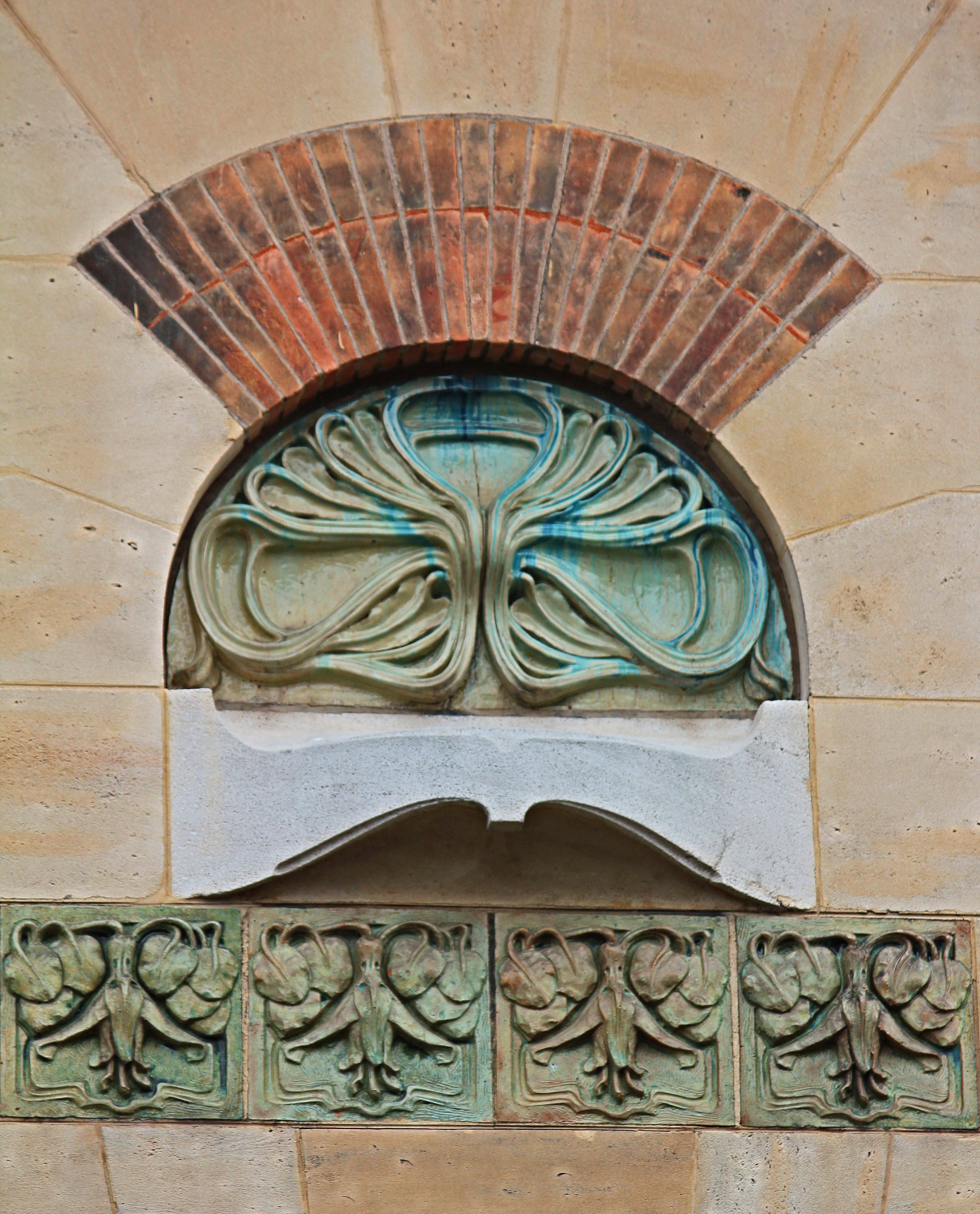
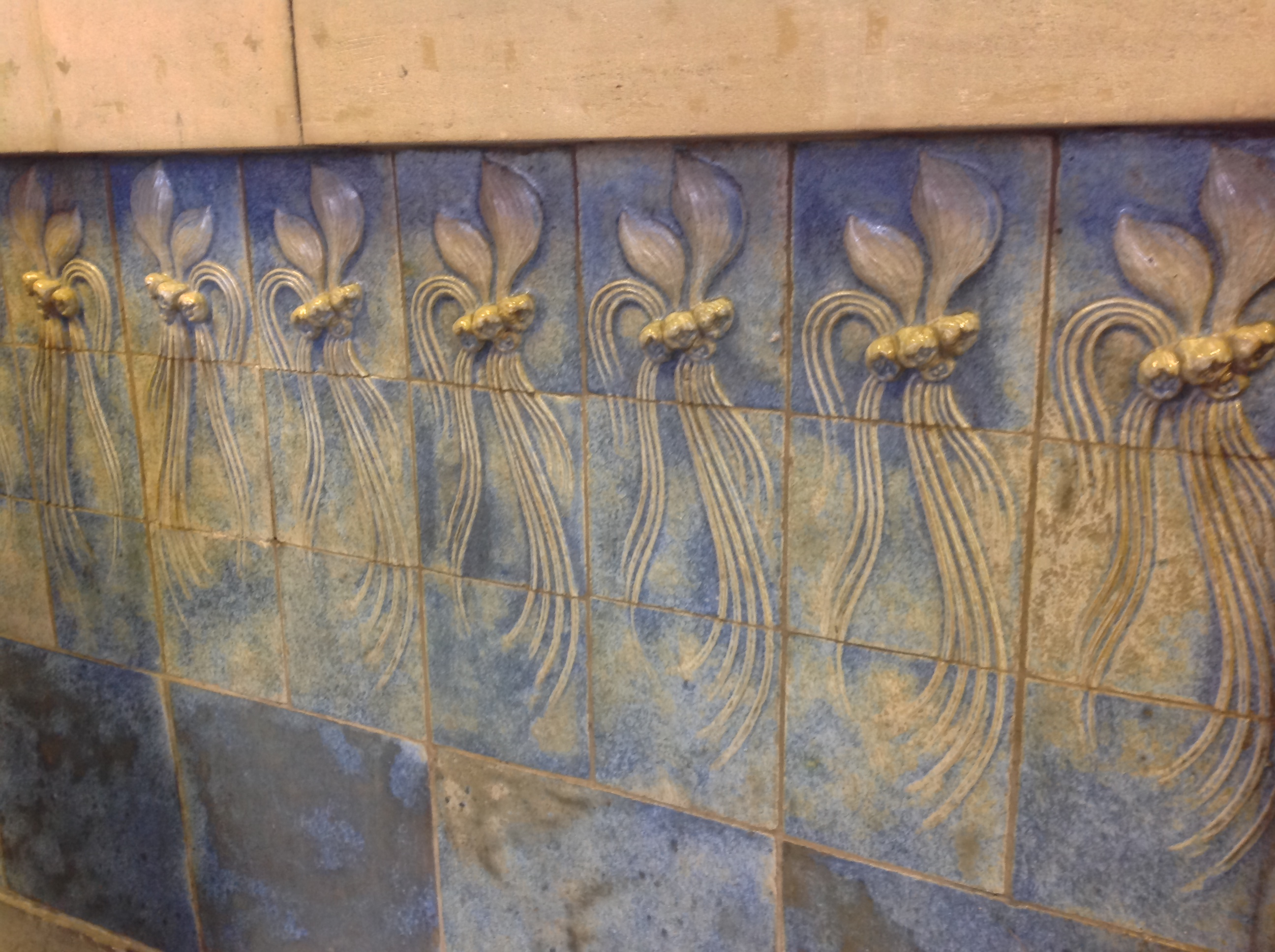
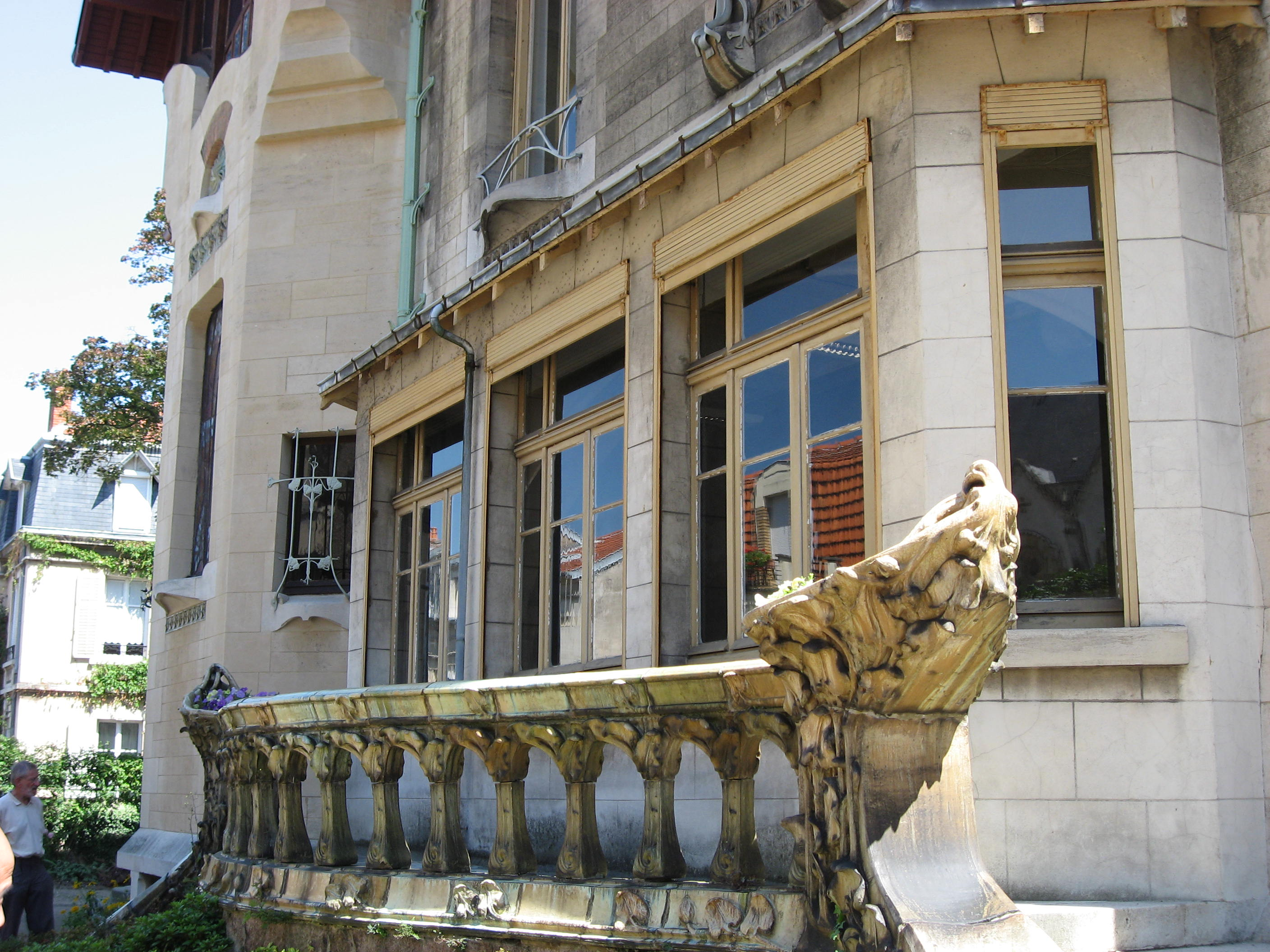
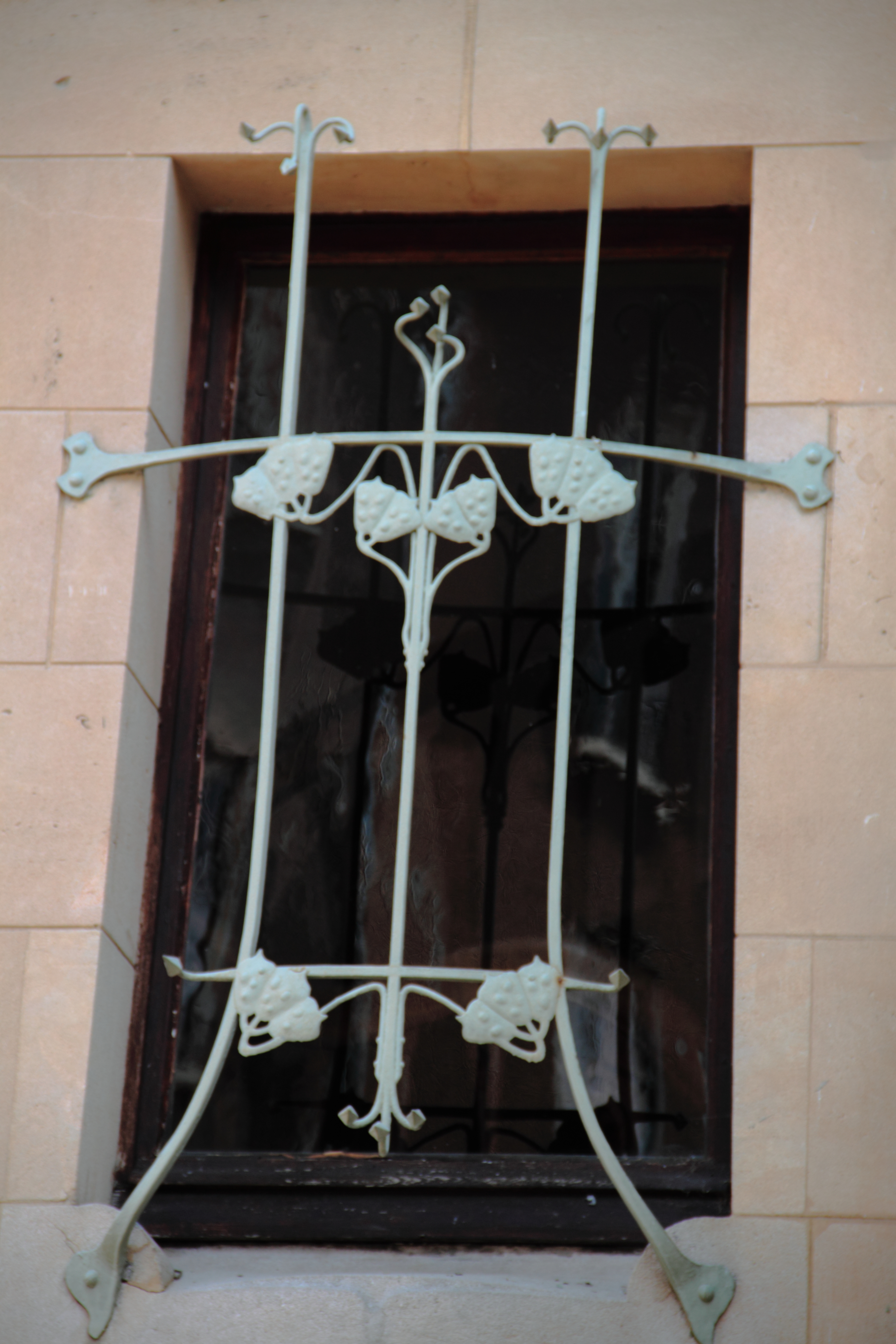
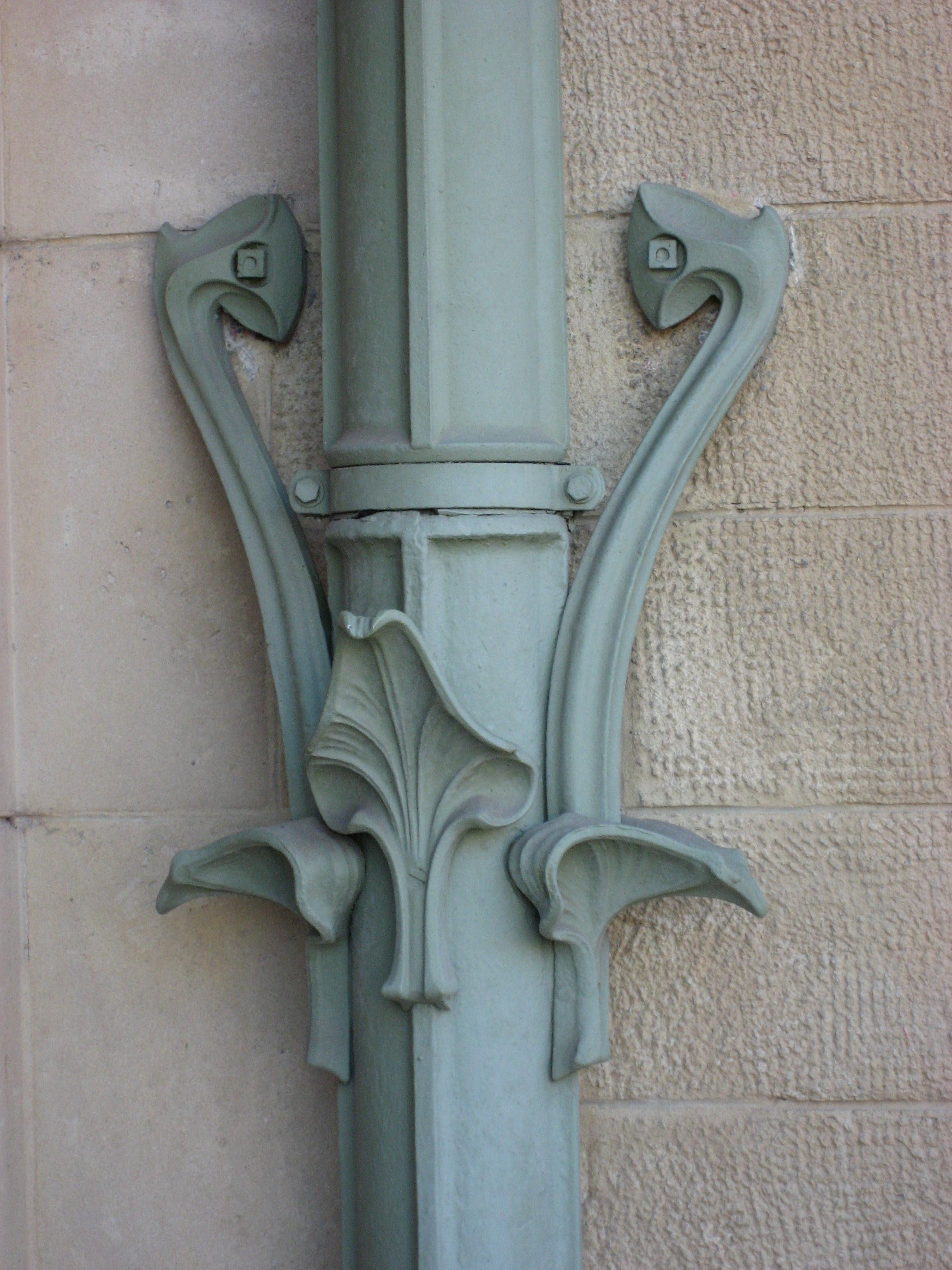
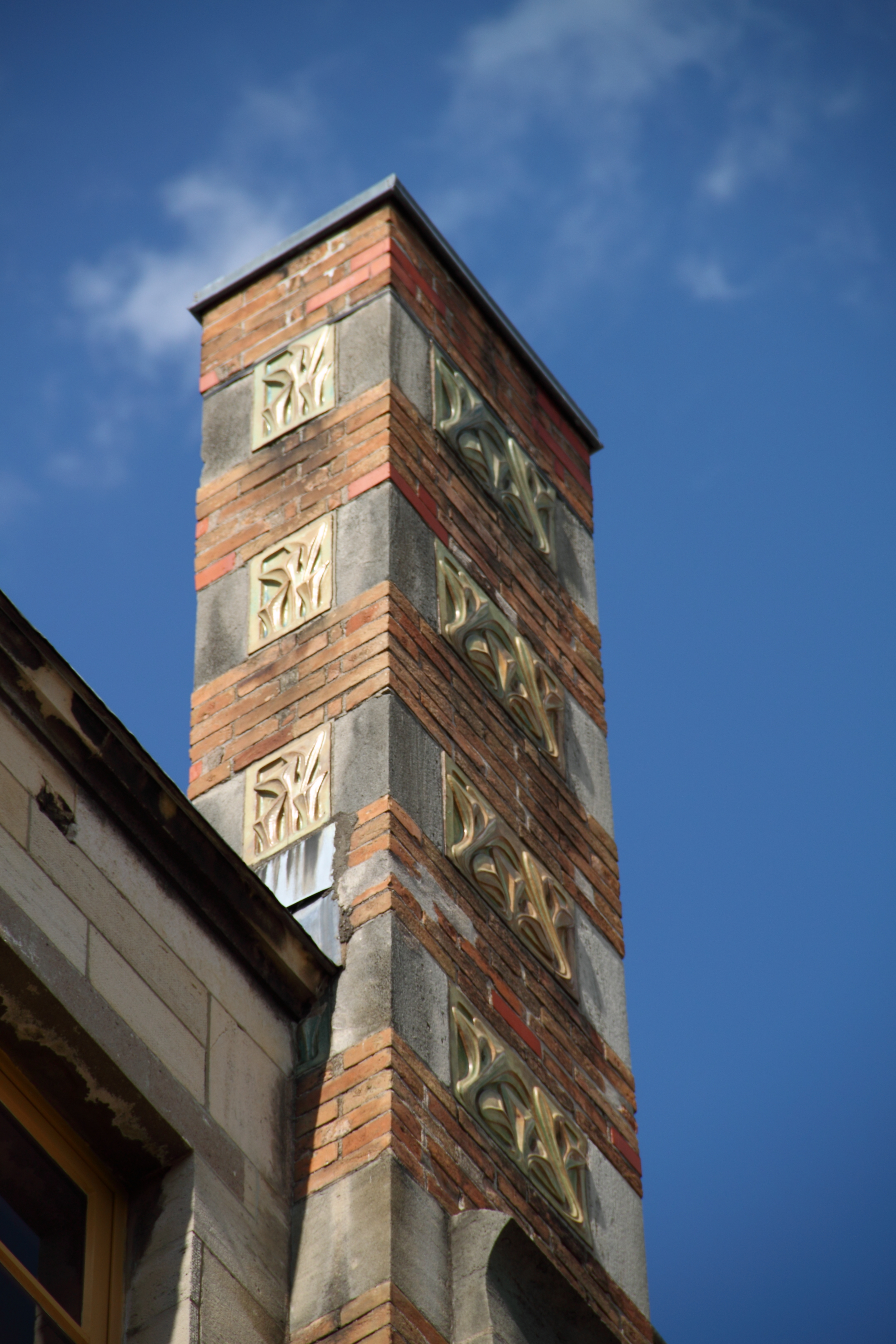
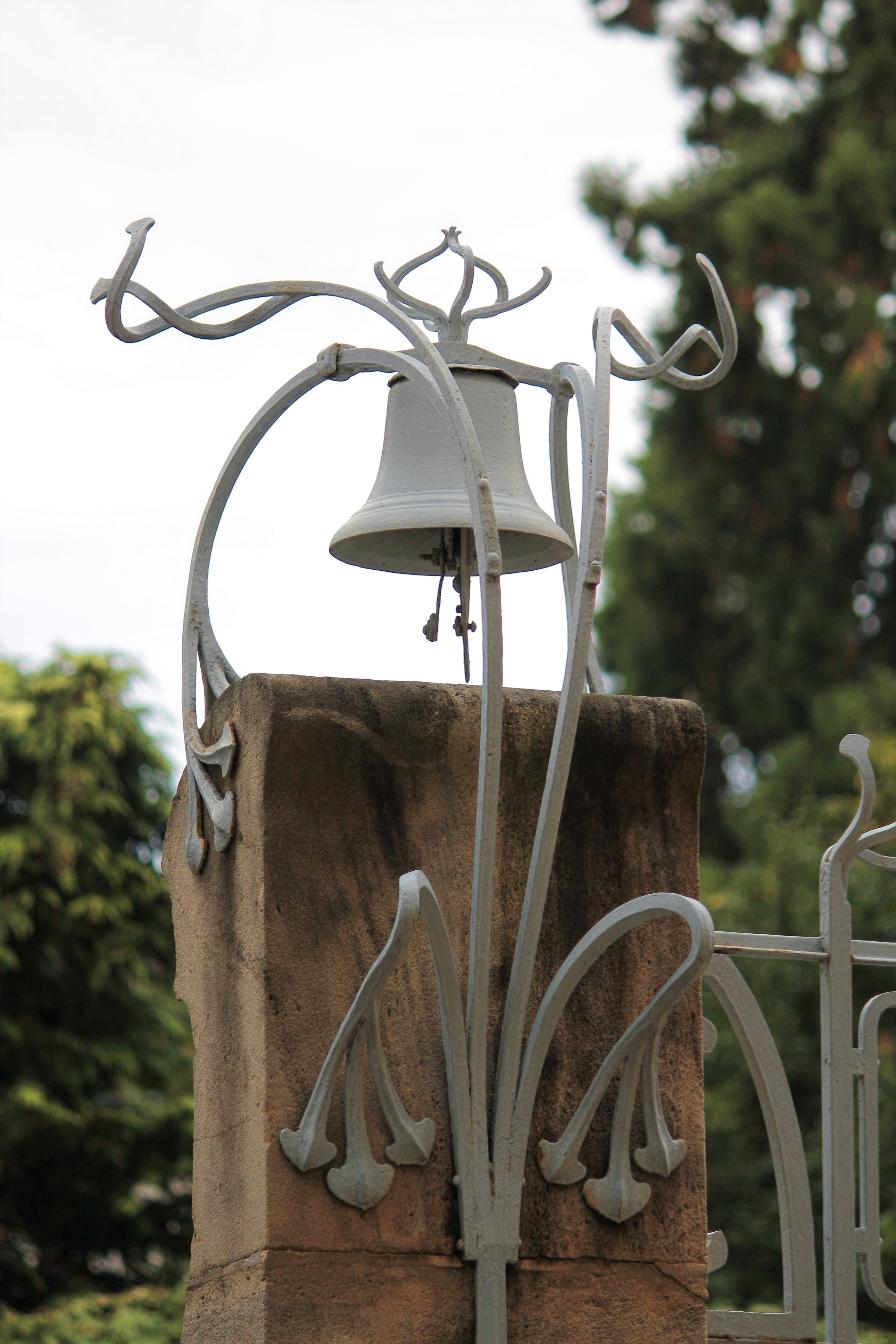
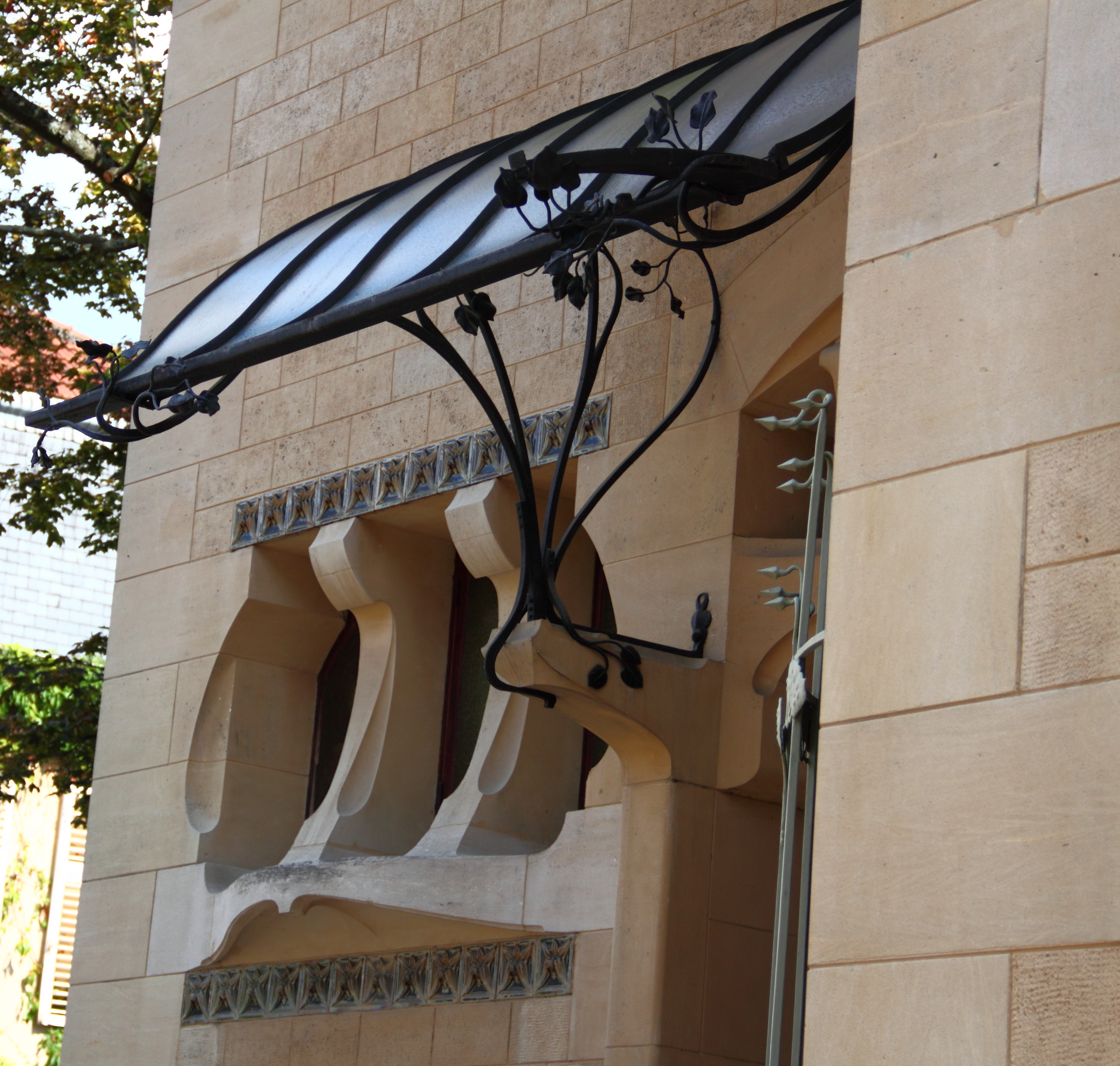
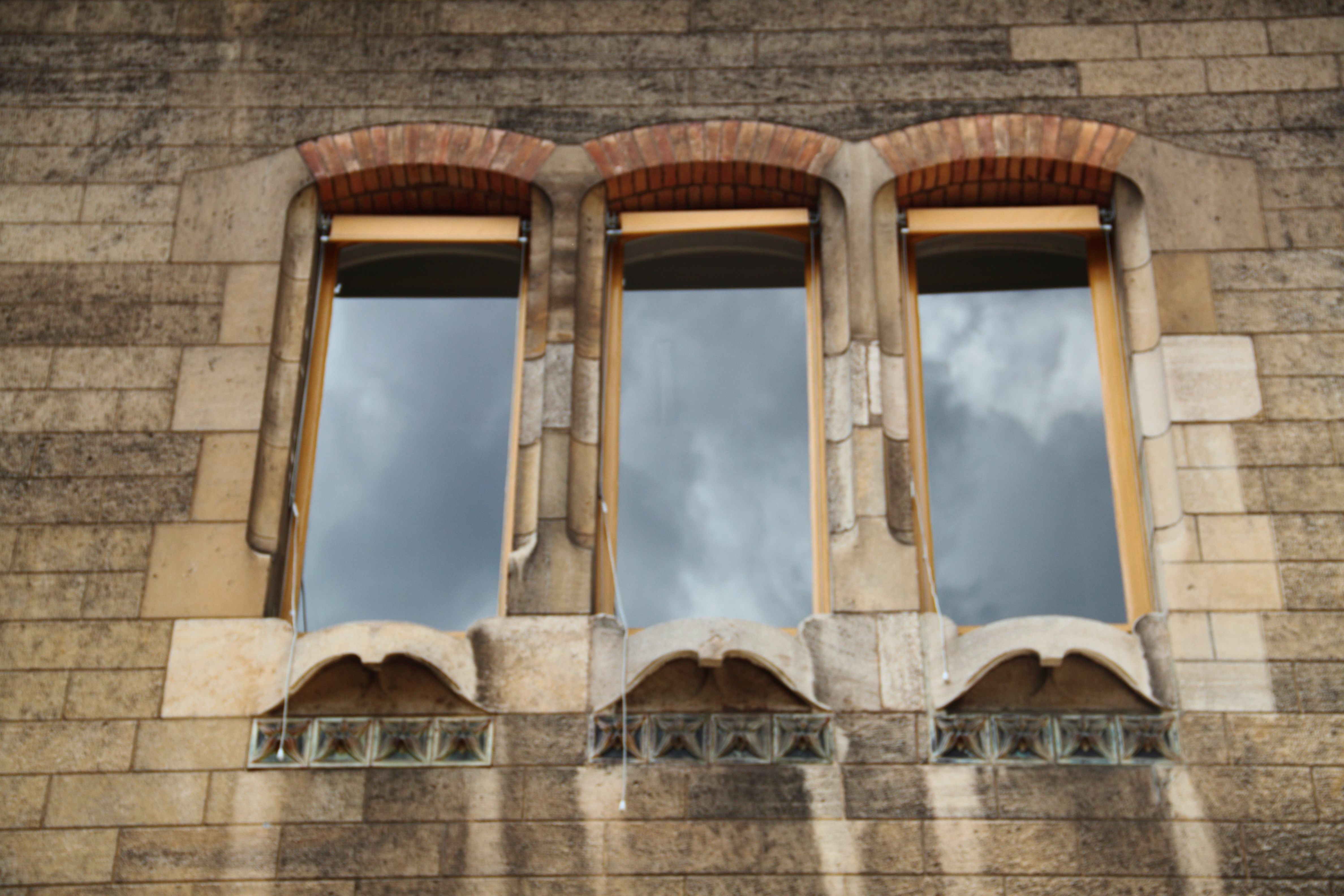
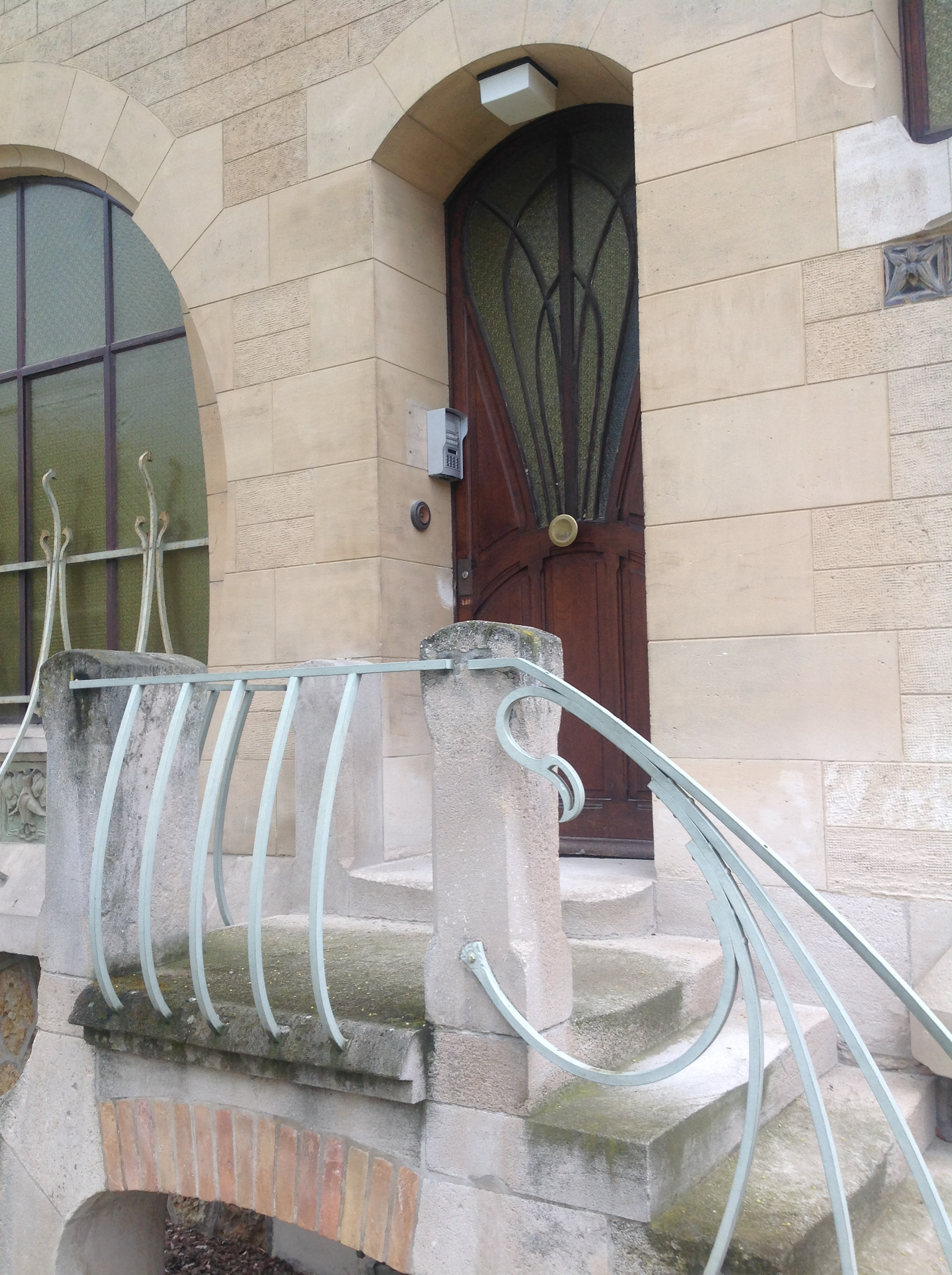
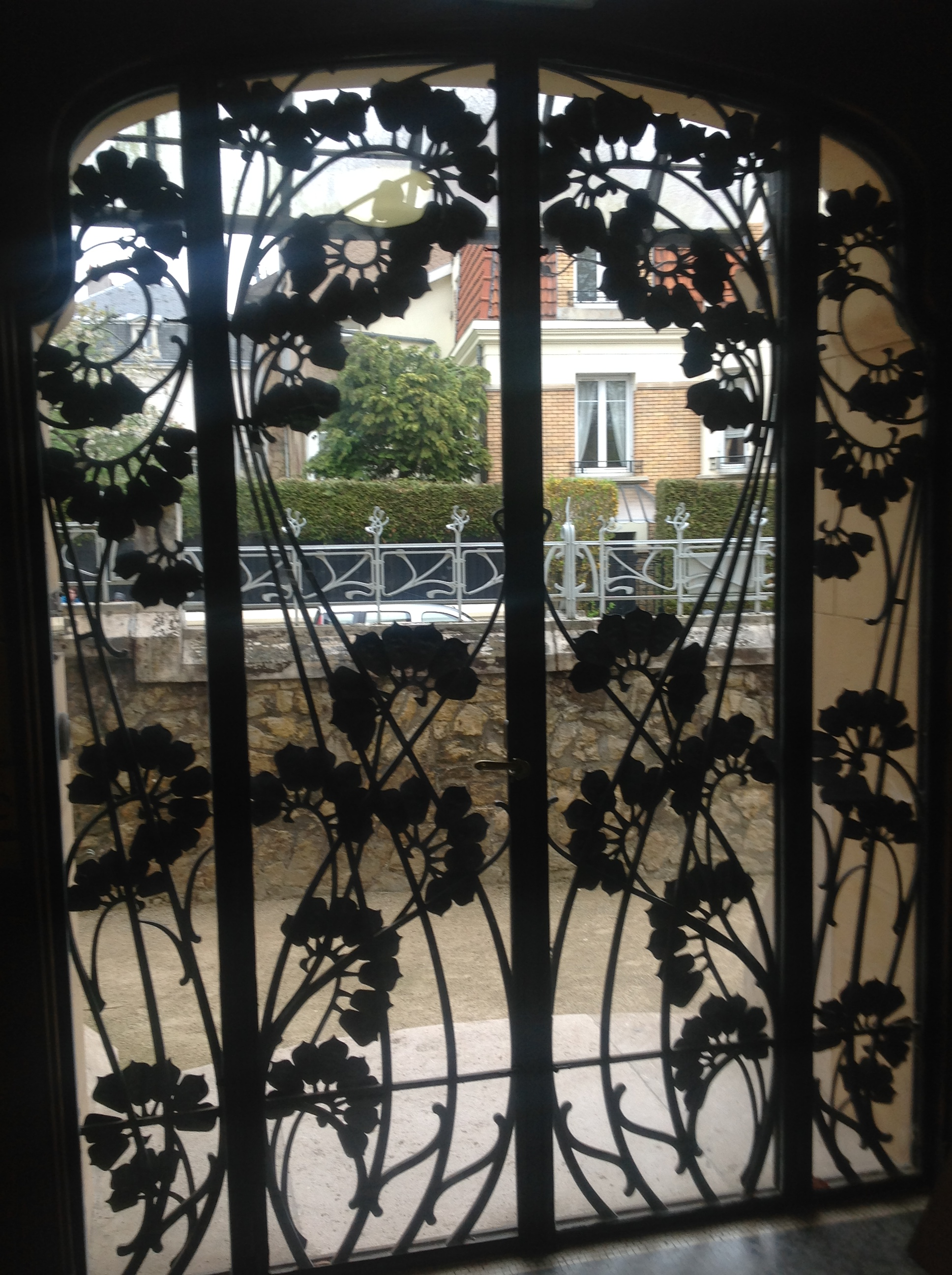
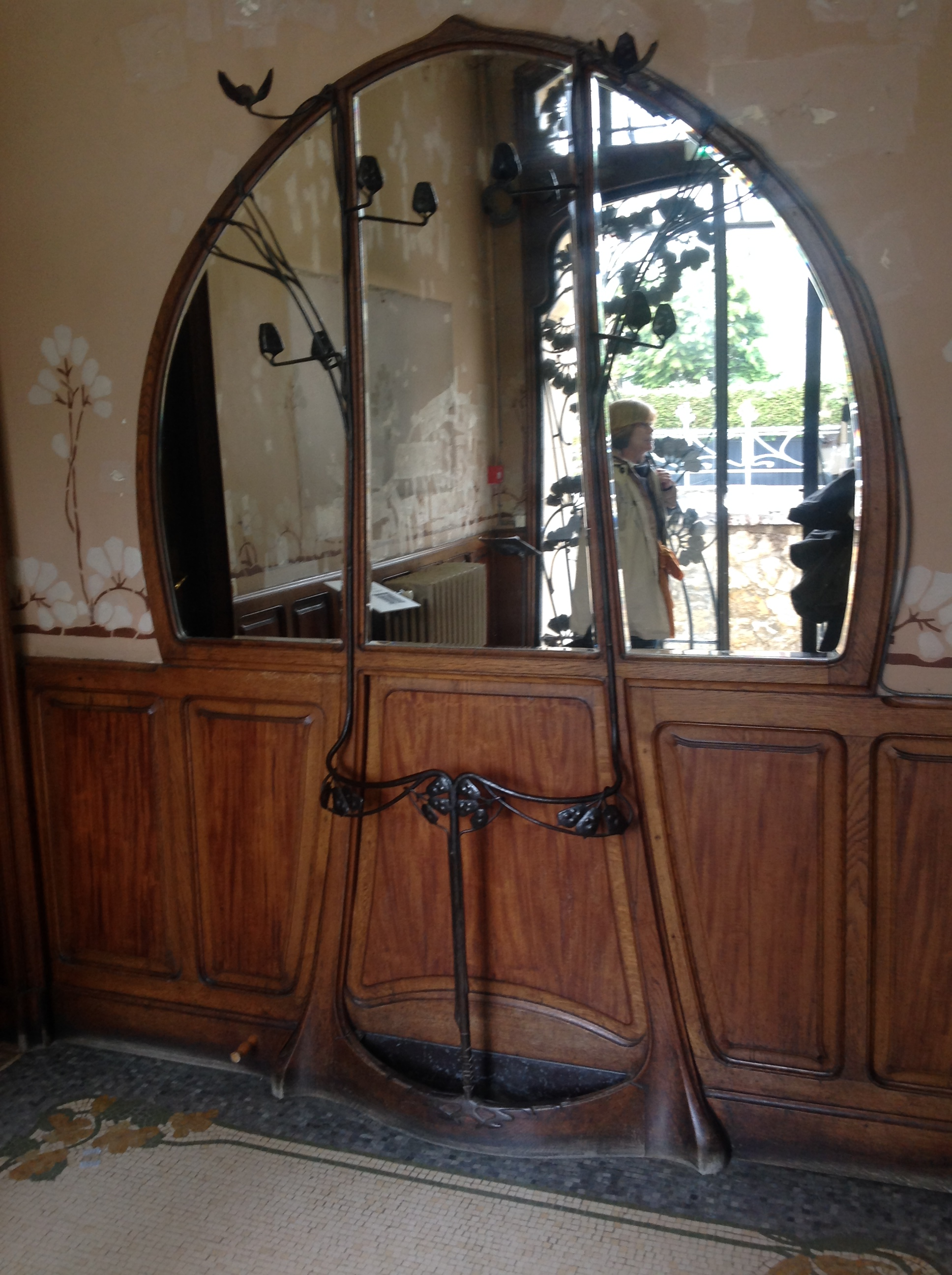
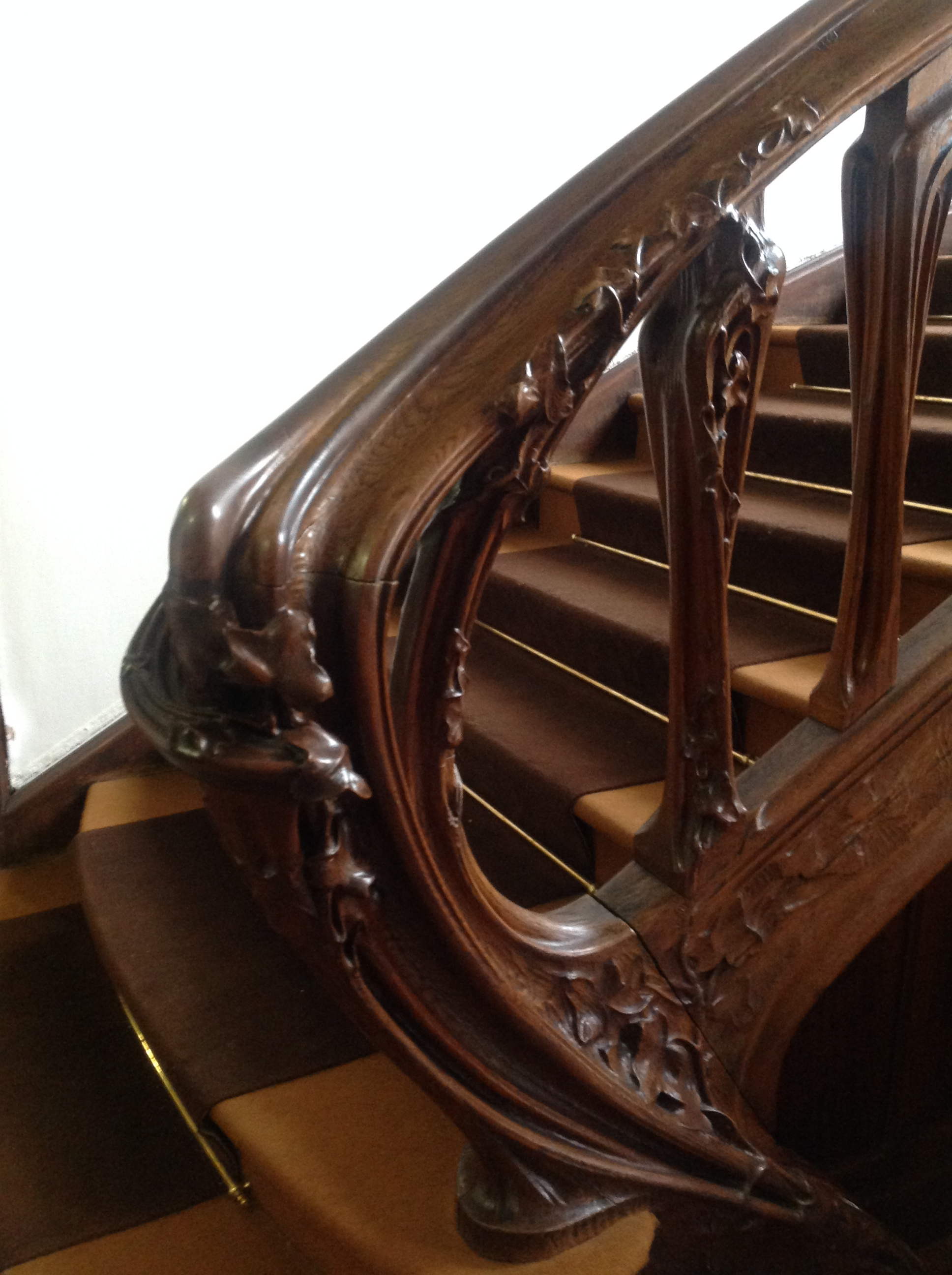
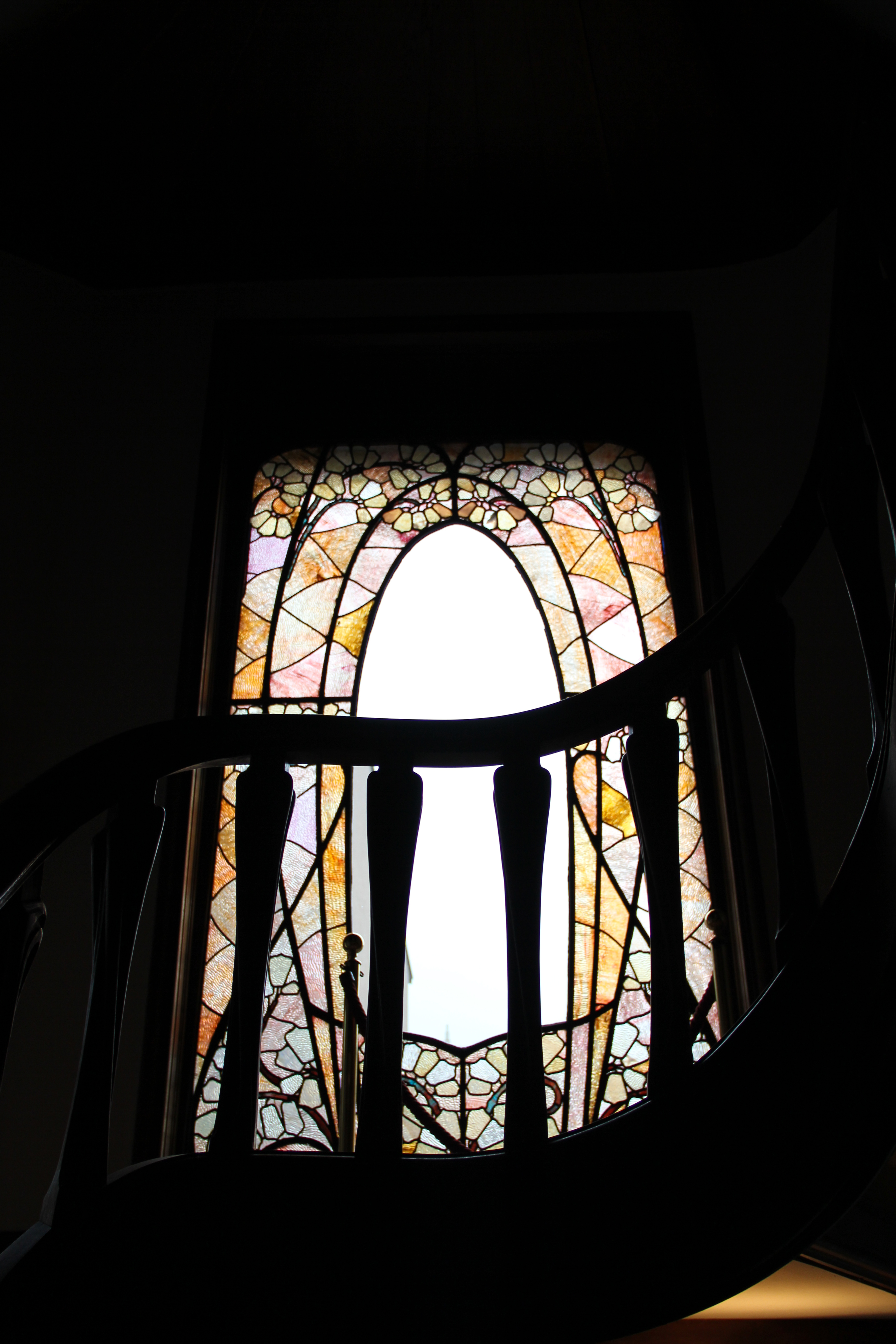
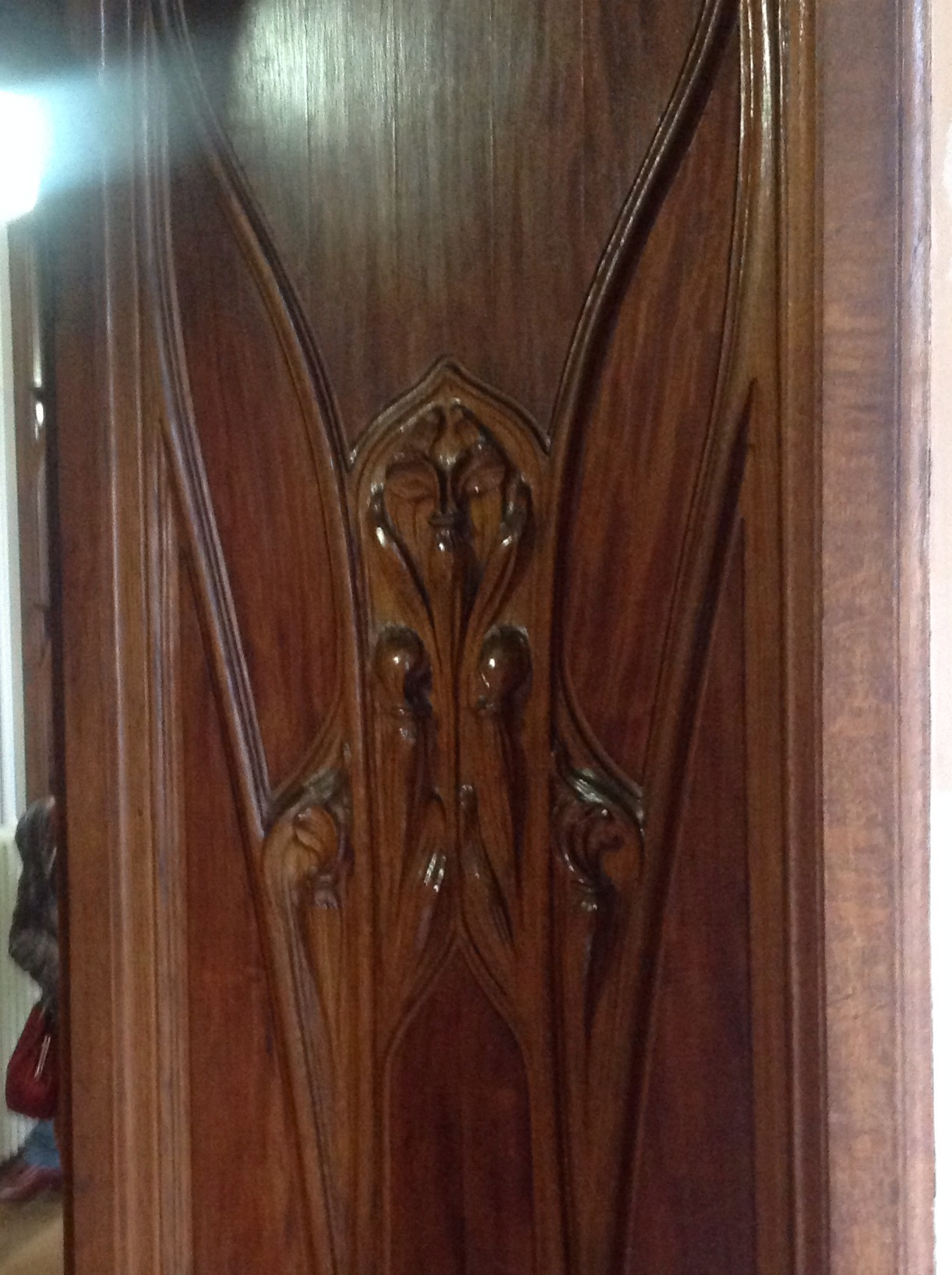
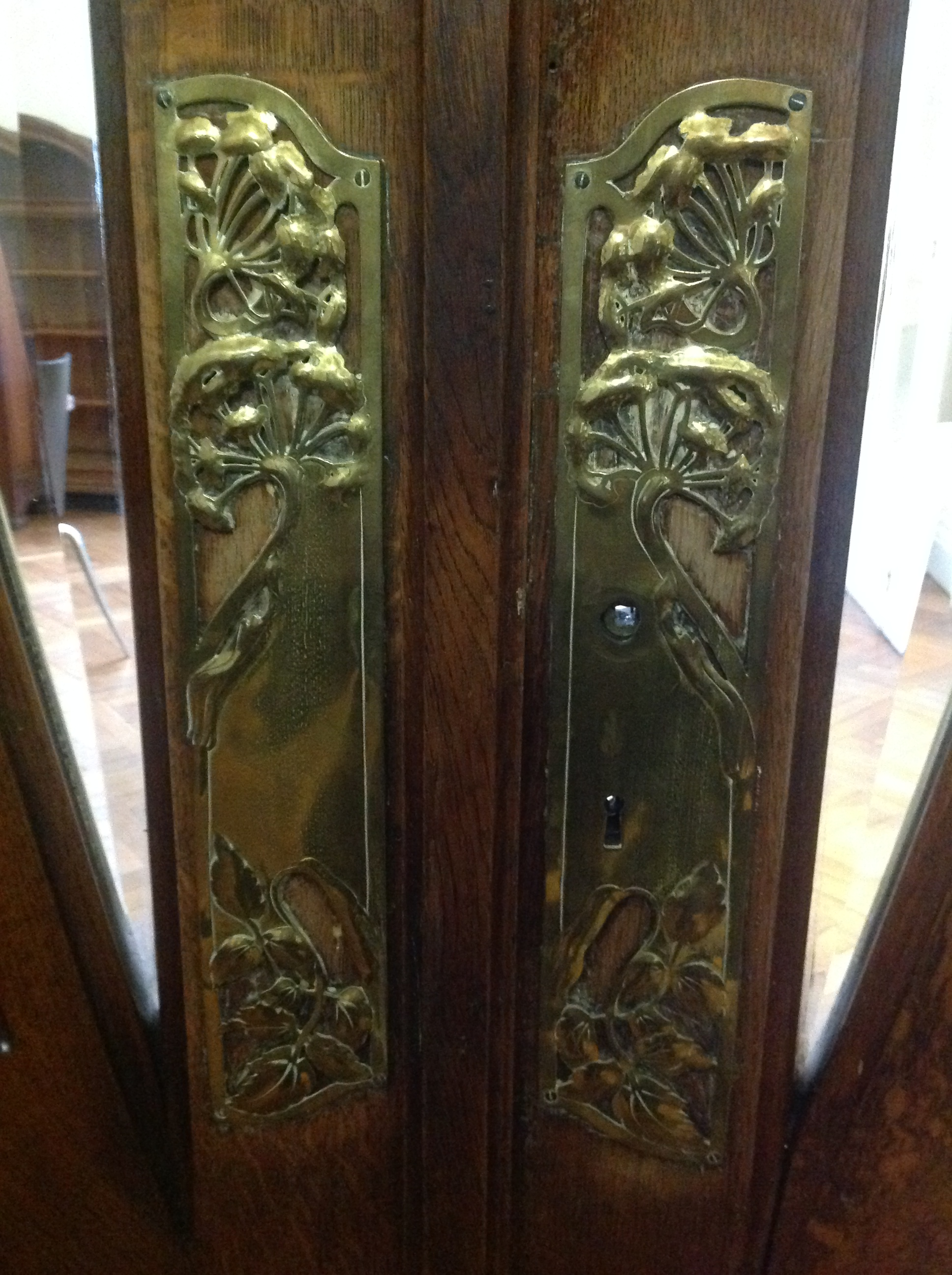
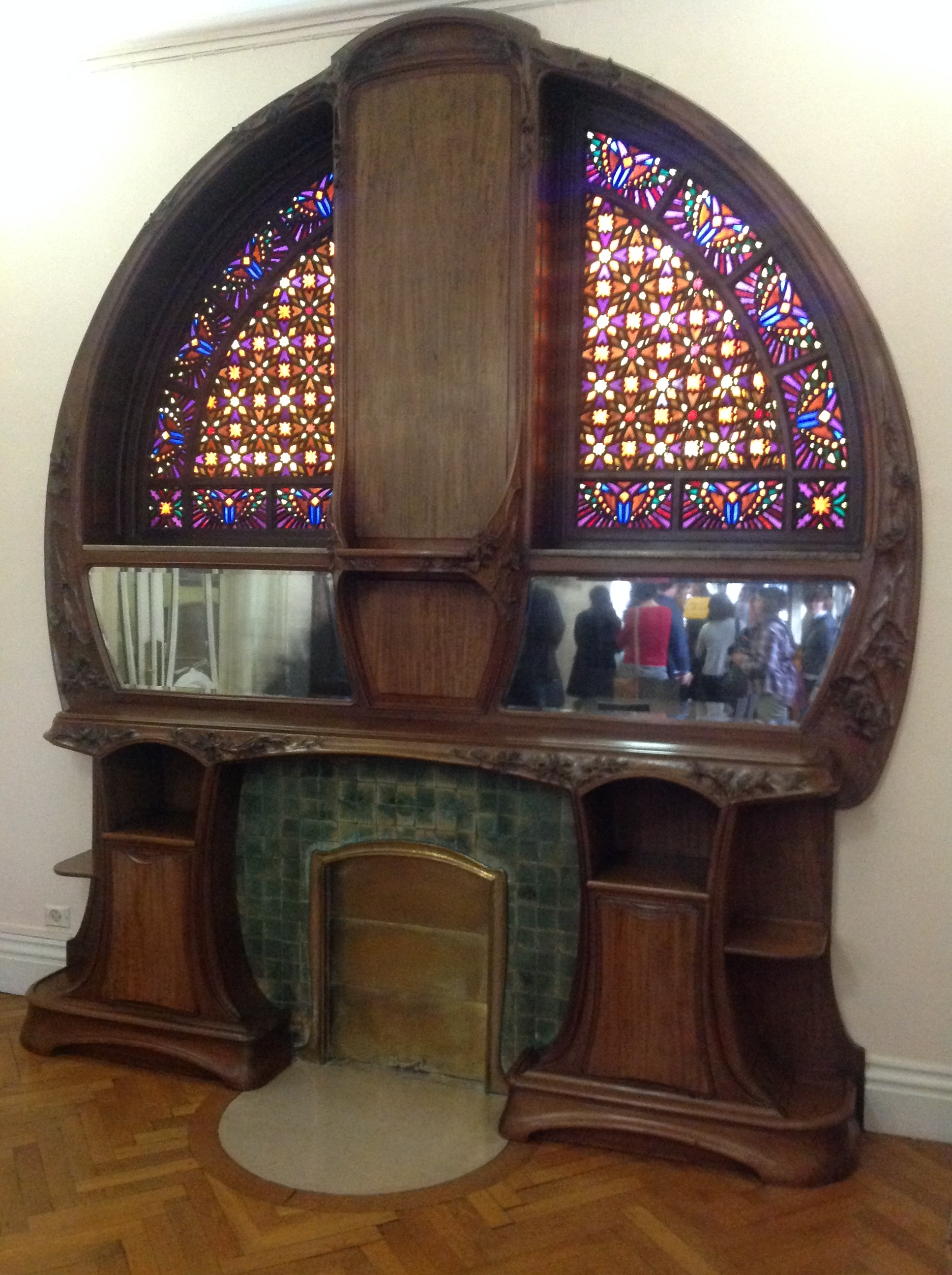
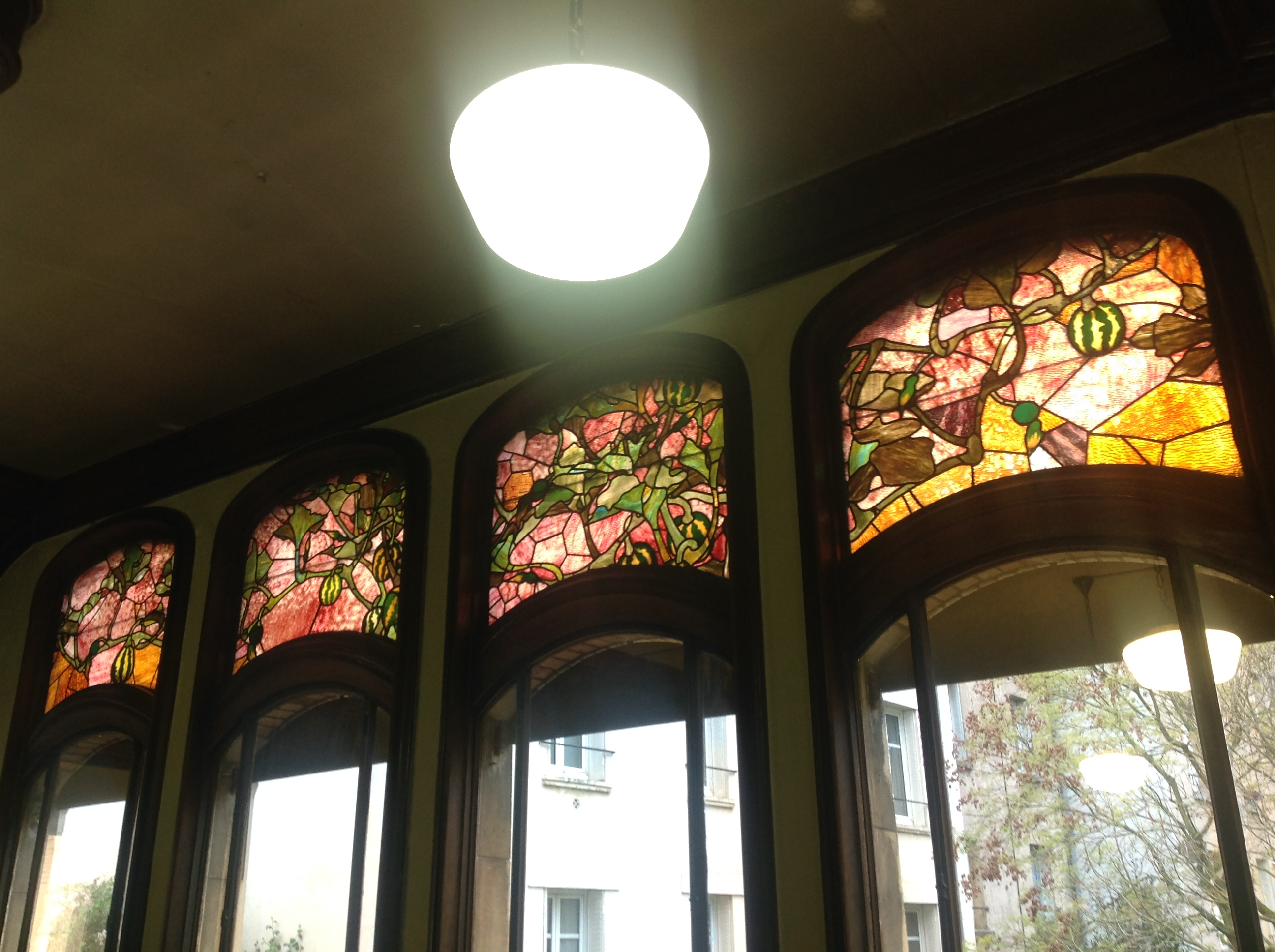
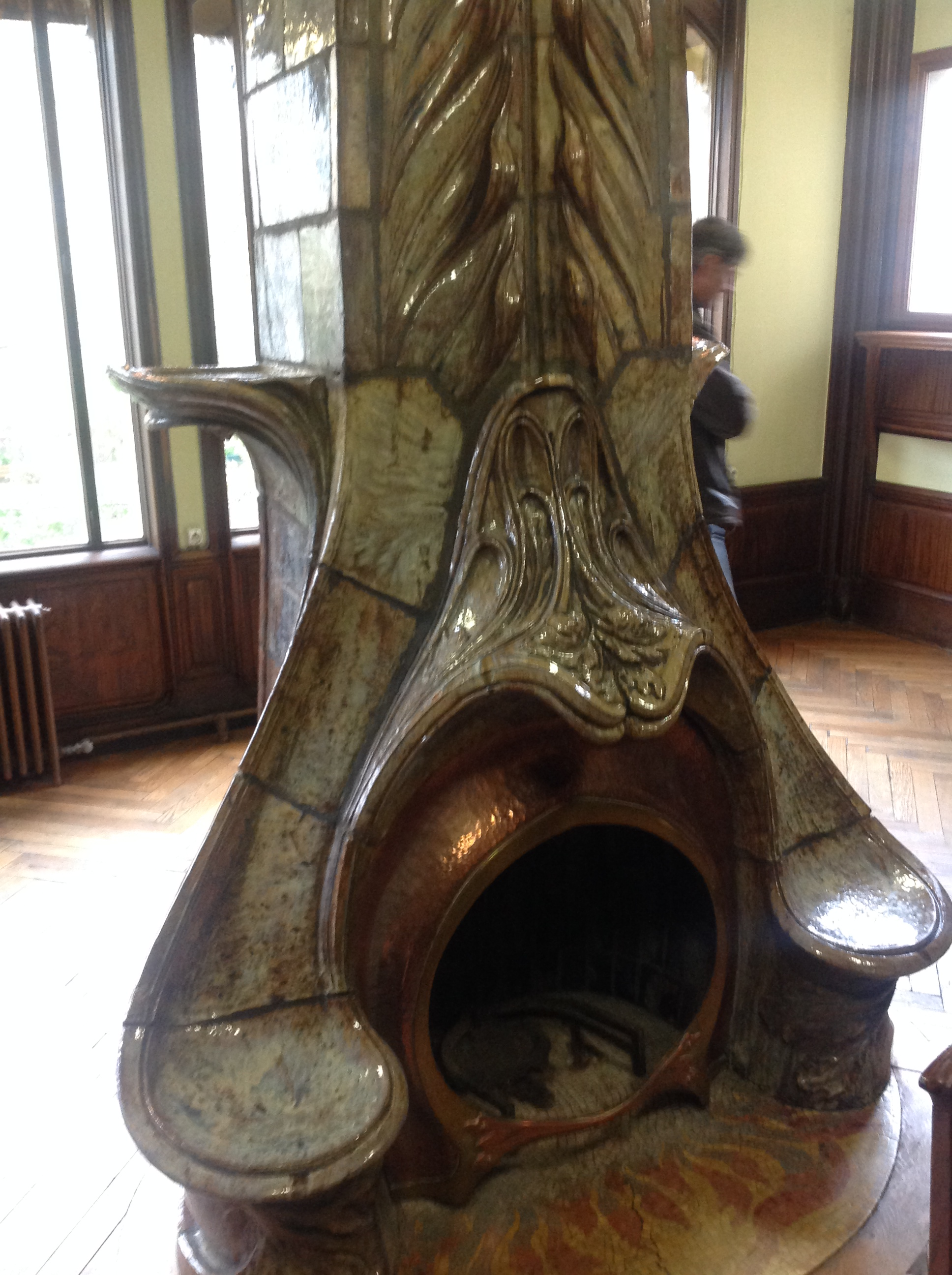
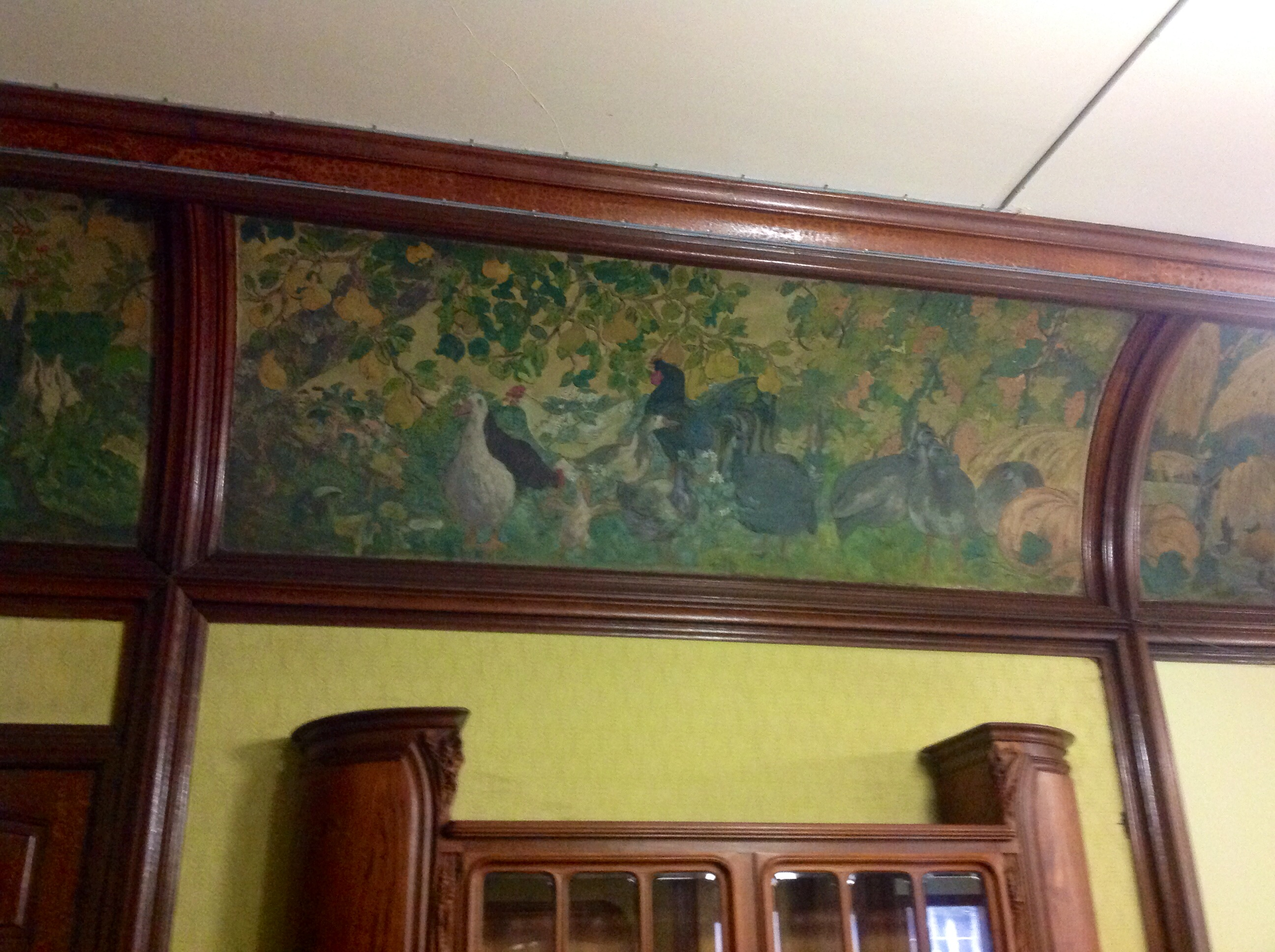
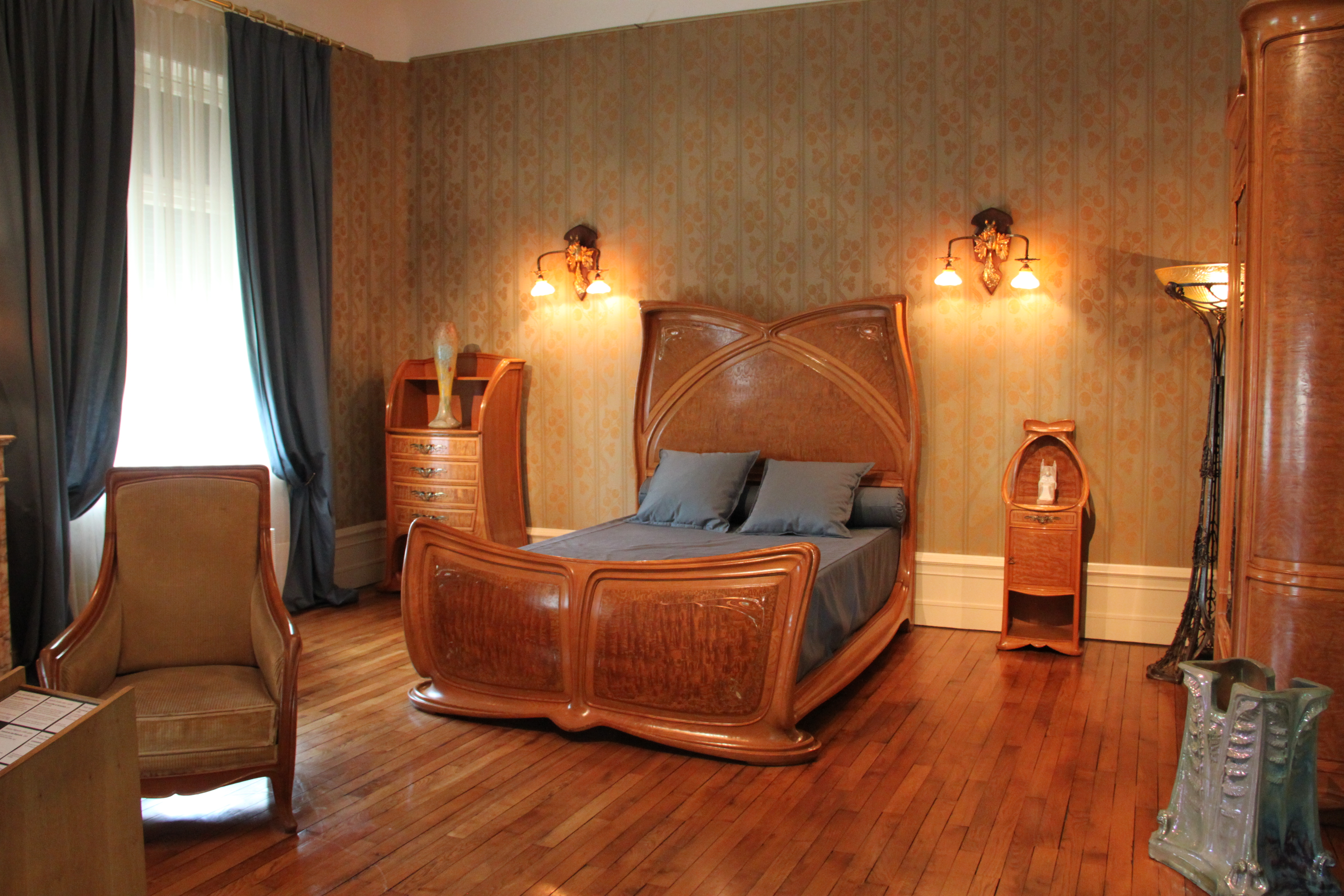